# Henri Rouart davanti al suo stabilimento
Henri Rouart davanti al suo stabilimento è un dipinto del pittore francese Edgar Degas, realizzato intorno al 1875 e conservato al Carnegie Museum of Art di Pittsburgh.

## Descrizione
La tela raffigura Henri Rouart, benestante ingegnere che si occupava con grande sensibilità anche di problemi estetici. Il pittore, infatti, compone il ritratto secondo i canoni della pittura realista, secondo i quali il luogo dove si situa un individuo ritratto è di primaria importanza per definirne la personalità. Proprio per questo motivo Rouart, colto di profilo, assume un atteggiamento serio, distinto, compassato, e sembra avere quella dignità propria di un uomo che si dedica con devozione al proprio lavoro: egli, infatti, è ritratto davanti ai suoi stabilimenti industriali.
Non a caso, Degas era un intimo amico di Rouart e con lui strinse un intenso sodalizio non solo artistico, ma anche umano. Ce lo testimonia Paul Valéry:
(Paul Valéry)